# Joachim Murat (1834-1901)
Pour les articles homonymes, voir Joachim Murat (homonymie) et Murat.
 Joachim  Joseph Napoléon Murat, 4e prince Murat, né le 21 juillet 1834 à Bordentown, dans le comté de Burlington, dans le New Jersey (États-Unis), et mort le 23 octobre 1901 au château de Chambly, petit-fils de Joachim Murat et de Caroline Bonaparte, il fut général du Second Empire.

## Biographie

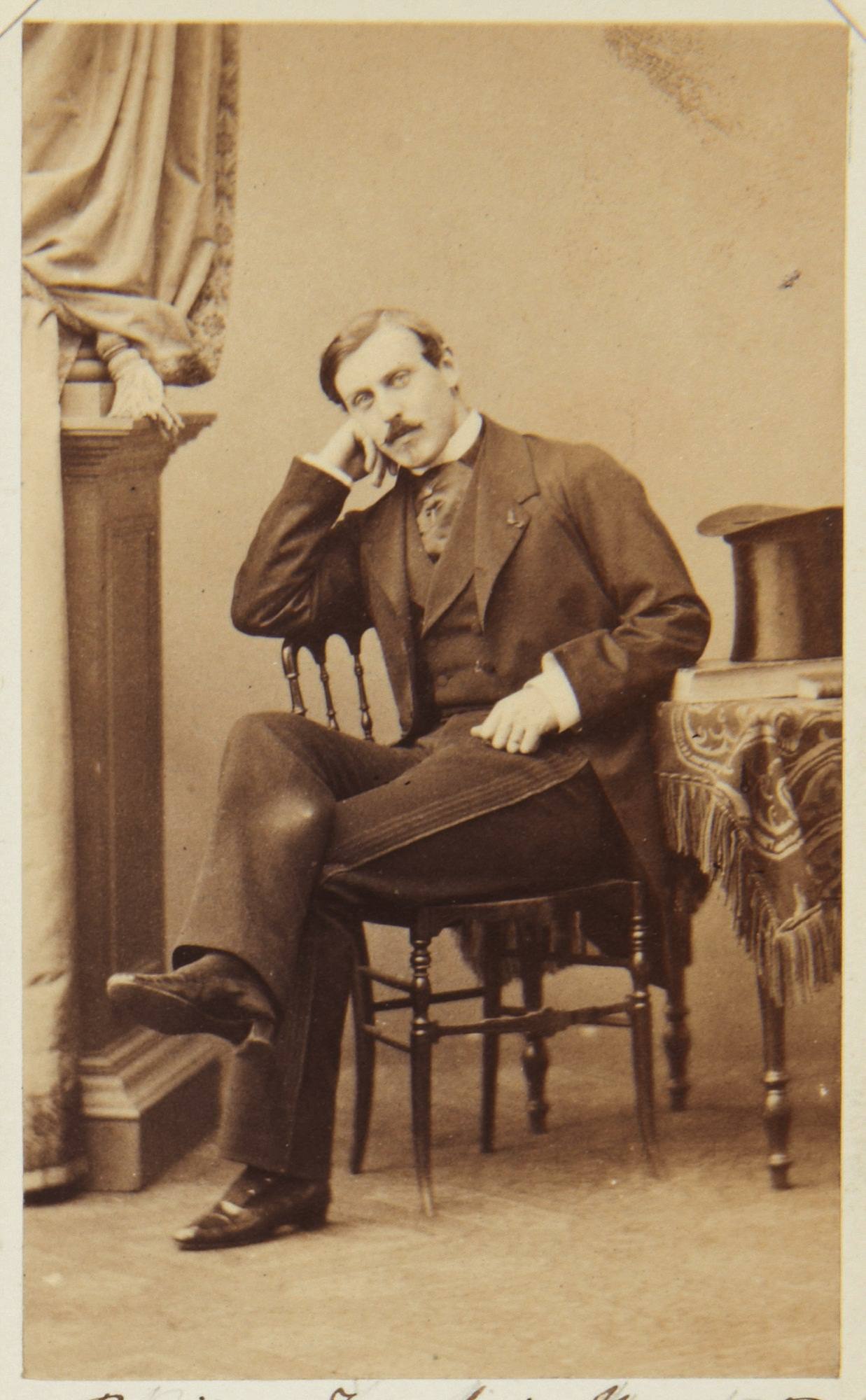
Le prince Murat, par Disderi.

Joachim Joseph est le fils aîné du prince Lucien Murat (1803-1878) et de Caroline Fraser (1810-1879). En 1847, il hérite du titre de courtoisie de prince de Pontecorvo lorsque son père devient le 3e prince Murat, à la mort de son oncle Achille Murat (1801-1847).
Après la révolution de 1848, il s'engage, à l'âge de 18 ans, dans l’armée française au 3e régiment des chasseurs d'Afrique.
Il participe :
- aux expéditions en Kabylie et dans le sud de la province de Constantine, en tant que sous-lieutenant sous le commandement du général de Mac-Mahon ;
- à la guerre d’Italie en 1859, où il prit part aux batailles de Solférino et Magenta avec le grade de capitaine puis colonel des guides de la Garde ;
- à la guerre de 1870, en tant que général de brigade, où il prit part à la tête de sa brigade aux charges de Gravelotte et de Saint-Privat (16-18 août 1870).

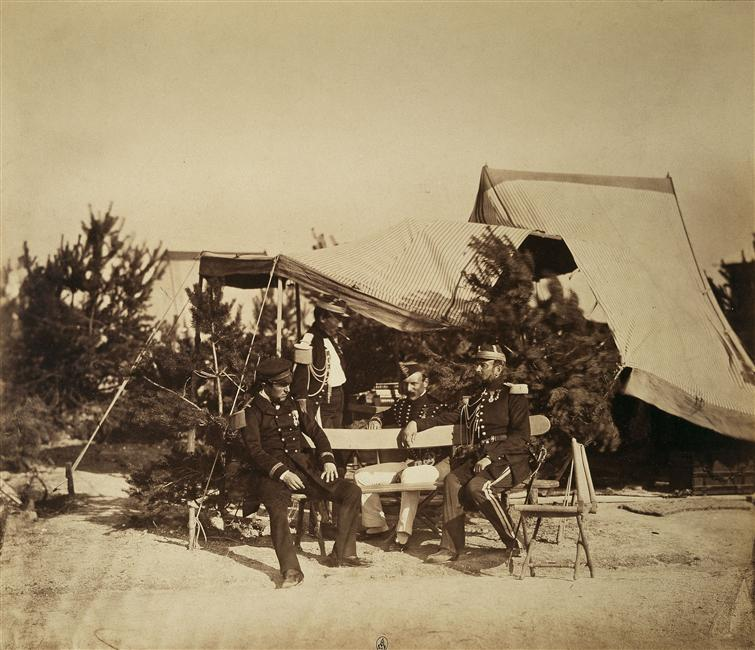
Camp de Châlons : le lieutenant de vaisseau de Champagny, le capitaine Friant, le prince Murat et le colonel Lepic. (Gustave Le Gray, 1857, musée de l'Armée).

En novembre 1869, il accompagna l’impératrice, lorsqu'elle se rendit à l'inauguration du canal de Suez.
Petit-cousin de Napoléon III, il fut un assidu de Chislehurst, lieu d'exil du souverain. Ce fut lui qui, à la tête d'une délégation, reçut en rade de Spithead, à bord de l’Enchantress le cercueil du prince impérial. Avec le Dr Scott il procéda à la reconnaissance du corps marqué de dix-huit blessures de sagaie.
Il était commandeur de la Légion d'honneur
Il fut inhumé à Paris au cimetière du Père-Lachaise.

## Descendance
Marié aux palais des Tuileries le 23 mars 1854 à Malcy Louise Caroline Frédérique Berthier de Wagram (Paris, 22 juin 1832 - Paris, 17 mai 1884), fille de Napoléon Alexandre Berthier, et à Paris le 7 décembre 1894 à Lydia Hervey (Kemptown, Sussex, 15 août 1841 - Paris ou château Chaâlis, 25 septembre 1901), veuve du baron Arthur Hainguerlot. Du premier mariage il eut trois enfants : 
- Eugénie Louise Caroline Zénaïde Murat (Paris, 23 janvier 1855 - Naples, 3 janvier 1934), mariée à Paris le 19 juin 1887 comme sa deuxième épouse avec Don Giuseppe Caracciolo (Naples, 26 mars/mai 1839 - Naples, 16 janvier 1910/1920), 9e prince de Torella, duc de Lavello, etc
- Joachim Napoléon Murat, (1856-1932), 5e prince Murat, marié le 10 mai 1884 à Marie Cécile Micaëla Ney d'Elchingen,
- Anna Caroline Alexandrine Napoléone Murat (Paris, 20 mai 1863 - Boissy-Saint-Léger, 18 novembre 1940), mariée à Paris civ. le 2 juin 1885 et rél. le 3 juin 1885 avec Agénor Marie Adam, comte Goluchowski (Lemberg, 25 mars 1849 - Lemberg, 23 mars 1921).

## Sources
- Louis Bulit in Le Dictionnaire du Second Empire, Fayard, 1995.